# Ectephrina
Ectephrina là một chi bướm đêm thuộc họ Geometridae.

## Các loài
- Ectephrina semilutata (Lederer, 1853)